# アントニオ・ホジェリオ・ノゲイラ
アントニオ・ホジェリオ・ノゲイラ（Antônio Rogério Nogueira、1976年6月2日 - ）は、ブラジルの男性総合格闘家、柔術家。バイーア州ヴィトリア・ダ・コンキスタ出身。 
一卵性双生児の兄アントニオ・ホドリゴ・ノゲイラも総合格闘家である。アマチュアボクシングにおいて南アメリカ競技大会優勝、パンアメリカン競技大会銅メダリストの実績を持つ。

## 来歴
6歳の頃に兄アントニオ・ホドリゴ・ノゲイラと共に柔道を始め、格闘技を初めて経験する。
総合格闘家となる前は法律事務所で働き、法律を勉強していた。

### 総合格闘技
2001年8月18日、プロデビュー戦となったDEEP2001で藤井克久と対戦し、腕ひしぎ十字固めで一本勝ち。
2002年4月28日、PRIDE初出場となったPRIDE.20で今村雄介と対戦し、フロントチョークで一本勝ち。
2002年8月8日、UFO LEGENDでウラジミール・マティシェンコと対戦し、0-3の判定負け。
2002年12月23日、PRIDE.24でガイ・メッツァーと対戦し、2-1の判定勝ち。
2003年12月31日、PRIDE SPECIAL 男祭り 2003で桜庭和志と対戦し、3-0の判定勝ち。
2005年2月20日、PRIDE.29でアリスター・オーフレイムと対戦し、3-0の判定勝ち。
PRIDEミドル級（93kg）グランプリ2005では、2005年4月23日の1回戦でダン・ヘンダーソンに腕ひしぎ十字固めで一本勝ち。6月26日の2回戦でマウリシオ・ショーグンと対戦し、判定負け。試合ではショーグンからパンチでダウンを奪い、また得意の踏みつけ攻撃を長い脚を使って防御するなど高いレベルで技術が拮抗した好勝負を演じ、強豪選手との戦いの連続で優勝したショーグンを、グランプリ中最も苦しめた。
2006年7月1日、PRIDE 無差別級グランプリ 2006 2nd ROUNDでアリスター・オーフレイムと再戦し、TKO勝ち。

### アマチュアボクシング
2006年11月、アマチュアボクシングで南アメリカ競技大会に出場し、スーパーヘビー級で優勝。
2007年2月24日、アメリカ合衆国で開催されたPRIDE.33でソクジュと対戦し、左フックでキャリア初のTKO負けを喫した。
2007年7月、アマチュアボクシングでパンアメリカン競技大会に出場し、スーパーヘビー級で銅メダルを獲得した。
UFCから試合のオファーを受け、参戦のために渡米する予定があることをインタビューにて明かしていたが、9月にカナダのHCFと契約した。初出場となった2008年2月1日のHCF: Destinyではトッド・ゴーウェンバーグをスタンドのパンチと膝蹴りで攻め立て、TKO勝利を収めた。
2008年7月19日、Affliction旗揚げ戦Affliction: Bannedでエドウィン・デューウィーズと対戦。1ラウンドに首相撲からの膝蹴りと左フックでダウンを奪い、追撃のパウンドでTKO勝ち。
2008年11月1日、戦極初出場となった戦極 〜第六陣〜でモイス・リンボンと対戦し、3-0の判定勝ち。
2009年1月24日、Affliction: Day of Reckoningでウラジミール・マティシェンコと7年ぶりに再戦し、KO勝ちを収めリベンジを果たした。
2009年5月9日、初出場となったJungle Fightでディオン・スターリングと対戦し、三角絞めで一本勝ち。この試合はキャリア初めての地元ブラジルでの総合格闘技の試合であった。

### UFC
2009年11月21日、UFC初出場となったUFC 106でルイス・カーニと対戦し、左フックでダウンを奪い、追撃のパウンドでTKO勝ち。ノックアウト・オブ・ザ・ナイトを受賞した。
2010年5月29日、UFC 114でジェイソン・ブリルズと対戦し、2-1の判定勝ち。ファイト・オブ・ザ・ナイトを受賞した。UFC3戦目となる9月25日のUFC 119ではライアン・ベイダーに0-3の判定で敗れた。
2011年12月10日、UFC 140でティト・オーティズと対戦し、グラウンドの肘打ちとパウンドでTKO勝ち。
2013年2月2日、UFC 156でラシャド・エヴァンスと対戦し、3-0の判定勝ち。
2014年7月26日、UFC on FOX 12でライトヘビー級ランキング5位のアンソニー・ジョンソンと対戦し、右アッパーの連打で2007年以来7年ぶりとなる通算2度目のKO負け。
2015年8月1日、UFC 190でライトヘビー級ランキング8位のマウリシオ・ショーグンと対戦し、0-3の判定負け。ファイト・オブ・ザ・ナイトを受賞した。
2016年5月14日、UFC 198でライトヘビー級ランキング11位のパトリック・カミンズと対戦し、TKO勝利。
2016年11月19日、UFC Fight Night: Bader vs. Nogueira 2でライトヘビー級ランキング4位のライアン・ベイダーと対戦し、パウンドでTKO負け。
2018年4月23日、米国アンチドーピング機関（USADA）が、薬物検査でホジェリオから利尿薬のヒドロクロロチアジドの陽性反応が検出されたことを発表。アンチ・ドーピング規則違反のあったホジェリオ、ジュニオール・ドス・サントス、マルコス・ホジェリオ・デ・リマの3人がサプリメントを購入していたブラジルの調剤薬局から同じサプリメントを独自に入手して分析した結果、ヒドロクロロチアジドやアナストロゾールなど複数の禁止薬物に汚染された汚染サプリメントであったことを確認し、これにより陽性反応の検出が汚染サプリメントによるものと認められた3人は、出場停止期間が短縮され6カ月間の出場停止処分を受けた。
2018年9月22日、UFC Fight Night: Santos vs. Andersでサム・アルビーと対戦し、左フックでTKO勝ち。パフォーマンス・オブ・ザ・ナイトを受賞した。
2020年7月26日、UFC on ESPN: Whittaker vs. Tillで引退試合として通算3度目となったマウリシオ・ショーグンと対戦し、判定負け。試合後に引退を表明した。

## 人物・逸話
- 2004年12月31日、PRIDE 男祭り 2004に出場予定の兄ホドリゴの会場入りが大幅に遅れたため、そっくりの容貌という一卵性双生児の特徴を生かし、オープニングセレモニーに遅刻したホドリゴの影武者を務めた[10]。

## 戦績
| 総合格闘技 戦績 | 総合格闘技 戦績 | 総合格闘技 戦績 | 総合格闘技 戦績 | 総合格闘技 戦績 | 総合格闘技 戦績 | 総合格闘技 戦績 |
| --------------- | --------------- | --------------- | --------------- | --------------- | --------------- | --------------- |
| 33 試合         | (T)KO           | 一本            | 判定            | その他          | 引き分け        | 無効試合        |
| 23 勝           | 8               | 6               | 9               | 0               | 0               | 0               |
| 10 敗           | 4               | 0               | 6               | 0               | 0               | 0               |

| 勝敗 | 対戦相手                     | 試合結果                          | 大会名                                                      | 開催年月日     |
| ×    | マウリシオ・ショーグン       | 5分5R終了 判定1-2                 | UFC on ESPN 14: Whittaker vs. Till                          | 2020年7月26日  |
| ×    | ライアン・スパン             | 1R 2:07 KO（左アッパー→パウンド） | UFC 237: Namajunas vs. Andrade                              | 2019年5月11日  |
| ○    | サム・アルビー               | 2R 1:00 TKO（左フック）           | UFC Fight Night: Santos vs. Anders                          | 2018年9月22日  |
| ×    | ライアン・ベイダー           | 3R 3:51 TKO（パウンド）           | UFC Fight Night: Bader vs. Nogueira 2                       | 2016年11月19日 |
| ○    | パトリック・カミンズ         | 1R 4:52 TKO（スタンドパンチ連打） | UFC 198: Werdum vs. Miocic                                  | 2016年5月14日  |
| ×    | マウリシオ・ショーグン       | 5分3R終了 判定0-3                 | UFC 190: Rousey vs. Correia                                 | 2015年8月1日   |
| ×    | アンソニー・ジョンソン       | 1R 0:44 KO（スタンドパンチ連打）  | UFC on FOX 12: Lawler vs. Brown                             | 2014年7月26日  |
| ○    | ラシャド・エヴァンス         | 5分3R終了 判定3-0                 | UFC 156: Aldo vs. Edgar                                     | 2013年2月2日   |
| ○    | ティト・オーティズ           | 1R 3:15 TKO（パウンド）           | UFC 140: Jones vs. Machida                                  | 2011年12月10日 |
| ×    | フィル・デイヴィス           | 5分3R終了 判定0-3                 | UFC Fight Night: Nogueira vs. Davis                         | 2011年3月26日  |
| ×    | ライアン・ベイダー           | 5分3R終了 判定0-3                 | UFC 119: Mir vs. Cro Cop                                    | 2010年9月25日  |
| ○    | ジェイソン・ブリルズ         | 5分3R終了 判定2-1                 | UFC 114: Rampage vs. Evans                                  | 2010年5月29日  |
| ○    | ルイス・カーニ               | 1R 1:56 TKO（左フック→パウンド）  | UFC 106: Ortiz vs. Griffin 2                                | 2009年11月21日 |
| ○    | ディオン・スターリング       | 3R 3:30 三角絞め                  | Jungle Fight 14: Ceara                                      | 2009年5月9日   |
| ○    | ウラジミール・マティシェンコ | 2R 4:26 KO（膝蹴り）              | Affliction: Day of Reckoning                                | 2009年1月24日  |
| ○    | モイス・リンボン             | 5分3R終了 判定3-0                 | 戦極 〜第六陣〜                                             | 2008年11月1日  |
| ○    | エドウィン・デューウィーズ   | 1R 4:06 TKO（パウンド）           | Affliction: Banned                                          | 2008年7月19日  |
| ○    | トッド・ゴーウェンバーグ     | 2R 4:34 TKO（膝蹴り）             | HCF: Destiny                                                | 2008年2月1日   |
| ×    | ソクジュ                     | 1R 0:23 TKO（左フック）           | PRIDE.33 "THE SECOND COMING"                                | 2007年2月24日  |
| ○    | アリスター・オーフレイム     | 2R 2:13 TKO（タオル投入）         | PRIDE 無差別級グランプリ 2006 2nd ROUND                     | 2006年7月1日   |
| ×    | マウリシオ・ショーグン       | 3R（10分/5分/5分）終了 判定0-3    | PRIDE GRANDPRIX 2005 2nd ROUND 【ミドル級グランプリ 2回戦】 | 2005年6月26日  |
| ○    | ダン・ヘンダーソン           | 1R 8:05 腕ひしぎ十字固め          | PRIDE GRANDPRIX 2005 開幕戦 【ミドル級グランプリ 1回戦】    | 2005年4月23日  |
| ○    | アリスター・オーフレイム     | 3R（10分/5分/5分）終了 判定3-0    | PRIDE.29 SURVIVAL                                           | 2005年2月20日  |
| ○    | 中村和裕                     | 2R（10分/5分）終了 判定2-1        | PRIDE 武士道 -其の四-                                       | 2004年7月19日  |
| ○    | アレックス・スティーブリング | 5分3R終了 判定3-0                 | Gladiator FC 1日目                                          | 2004年6月26日  |
| ○    | 桜庭和志                     | 3R（10分/5分/5分）終了 判定3-0    | PRIDE SPECIAL 男祭り 2003                                   | 2003年12月31日 |
| ○    | 中村和裕                     | 2R 3:30 腕ひしぎ十字固め          | PRIDE.25                                                    | 2003年3月16日  |
| ○    | ガイ・メッツァー             | 3R（10分/5分/5分）終了 判定2-1    | PRIDE.24                                                    | 2002年12月23日 |
| ○    | 高阪剛                       | 5分3R終了 判定3-0                 | DEEP2001 6th IMPACT in ARIAKE COLOSSEUM                     | 2002年9月7日   |
| ×    | ウラジミール・マティシェンコ | 5分3R終了 判定0-3                 | 世界最強伝説 UFO LEGEND                                     | 2002年8月8日   |
| ○    | 今村雄介                     | 1R 0:35 フロントチョーク          | PRIDE.20                                                    | 2002年4月28日  |
| ○    | ジム・シアボールド           | 1R 4:59 腕ひしぎ十字固め          | HOOKnSHOOT: Overdrive                                       | 2002年3月9日   |
| ○    | 藤井克久                     | 1R 3:59 腕ひしぎ十字固め          | DEEP2001 in YOKOHAMA                                        | 2001年8月18日  |

## 獲得タイトル
- 世界柔術選手権 茶帯ペサード(-91kg)級 3位（2000年）
- アマチュアボクシングブラジル選手権 スーパーヘビー級 優勝（2006年、2007年）
- アマチュアボクシング南アメリカ競技大会 スーパーヘビー級 優勝（2006年）
- アマチュアボクシングパンアメリカン競技大会 スーパーヘビー級 銅メダル（2007年）

## 表彰
- UFC ファイト・オブ・ザ・ナイト（2回）
- UFC ノックアウト・オブ・ザ・ナイト（1回）
- フォレスト・グリフィン・コミュニティ賞（2023年）
- SHERDOG ファイト・オブ・ザ・イヤー（2005年/マウリシオ・ショーグン戦）

## 出演

### 映画
- エクスペンダブルズ（2010年）